# Blas Infante
Blas Infante Pérez de Vargas (Casares, 5 luglio 1885 – Siviglia, 11 agosto 1936) è stato un politico e scrittore spagnolo.
Infante

## Biografia

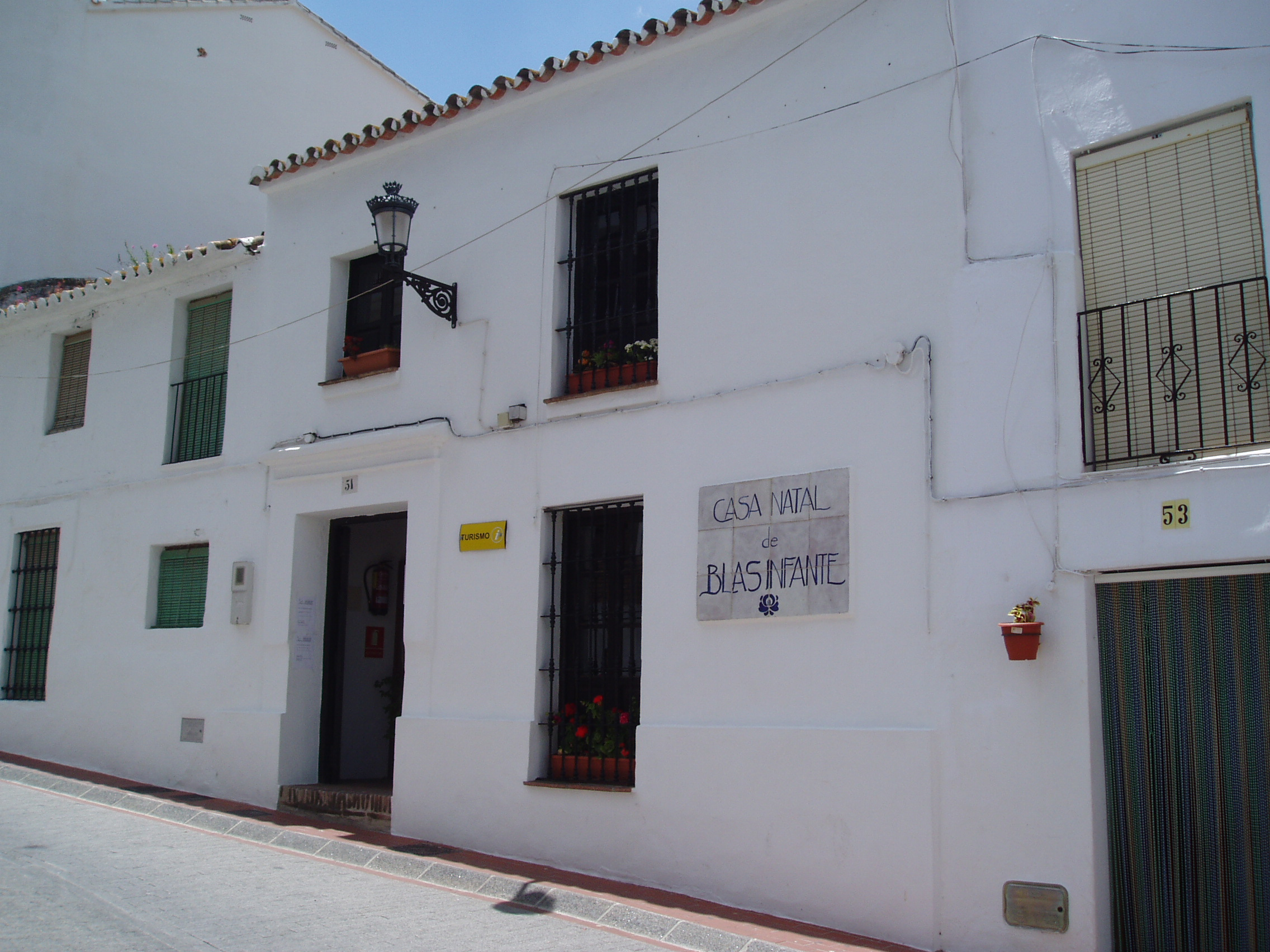
La casa natale di Infante

È considerato formalmente dal Congresso dei Deputati e al Parlamento di Andalusia come il "Padre della Patria andalusa". In effetti si devono a lui i simboli fondamentali: bandiera, blasone e inno.
Come uomo politico emerse nel 1918, quando un'assemblea a Ronda approvò una Carta direttamente ispirata alla Costituzione autonomistica di Antequera (1883). 
Repubblicano convinto, Blas Infante preconizzava una federazione iberica di autonomie regionali, in una prospettiva europea che lo avvicinava all'ideale di Giuseppe Mazzini. Come quest'ultimo, Blas Infante aspirava a riforme economiche e sociali, ma le sue idee erano vicine al georgismo, più che al cooperativismo.
Il pensiero e l'azione di Blas Infante, concretamente espletate in un piccolo partito da lui guidato, erano più che sufficienti per farlo ritenere pericoloso presso i franchisti, che lo fucilarono appena entrati a Siviglia, all'inizio della guerra civile.